# Liste des bourgmestres de Copenhague
Ceci est une liste des bourgmestres de Copenhague (en danois Overborgmester i København) depuis 1938, date de la création de cette fonction.
| Nom | Nom                        | Nom | Dates du mandat | Dates du mandat | Parti            | Notes                              |
| --- | -------------------------- | --- | --------------- | --------------- | ---------------- | ---------------------------------- |
|     | Viggo Christensen          |     | 1938            | 1946            | Social-démocrate |                                    |
|     | Hans Peter Sørensen        |     | 1946            | 1956            | Social-démocrate |                                    |
|     | Sigvard Munk               |     | 1956            | 1962            | Social-démocrate |                                    |
|     | Urban Hansen               |     | 1962            | 1976            | Social-démocrate |                                    |
|     | Egon Weidekamp             |     | 1976            | 1989            | Social-démocrate |                                    |
|     | Jens Kramer Mikkelsen (da) |     | 1989            | 2004            | Social-démocrate |                                    |
|     | Lars Engberg               |     | 2004            | 2005            | Social-démocrate |                                    |
|     | Ritt Bjerregaard           |     | 2006            | 2009            | Social-démocrate | Première femme maire de Copenhague |
|     | Frank Jensen               |     | 2010            | 2020            | Social-démocrate | Démission le 19 octobre 2020       |
|     | Lars Weiss                 |     | 2020            | 2022            | Social-démocrate | Par intérim                        |
|     | Sophie Hæstorp Andersen    |     | 2022            | 2024            | Social-démocrate |                                    |
|     | Lars Weiss                 |     | depuis 2024     |                 | Social-démocrate | Par intérim                        |